# Кофейный коктейль
Кофейный коктейль — напиток на основе кофе, включающий самые разные ингредиенты (молоко, яйца, сиропы, алкогольные напитки, пряности и т. п.).

## Виды кофейных коктейлей

### Классификация
Общепринятой классификации кофейных коктейлей нет, поэтому, как и коктейли на основе других напитков, кофейные коктейли условно делят на алкогольные и безалкогольные. Однако это только один из методов классификации, возможны и другие — например, по способу приготовления коктейля (смешивание, взбивание в блендере, ручное взбалтывание), по ингредиентам и т. п.

### Кофейные коктейли со льдом
Один из наиболее популярных кофейных коктейлей со льдом — кофе-фраппе. Традиционно в состав кофе фраппе должны входить двойной эспрессо, который готовится из 50-60 мл воды и 14 г кофе тонкого помола, а также 3-5 кубиков льда и 100 мл молока. «Согласно некоторым источникам, для приготовления фраппе лучше брать охлажденный эспрессо, однако практика показывает, что гораздо более вкусным этот напиток получается, если брать свежий эспрессо, только что приготовленный в кофемашине».
Помимо фраппе существуют другие популярные виды «ледяных» кофейных коктейлей — например, ледяной мокко, бразильский коктейль и т. д.

### Алкогольные кофейные коктейли
Кофейные коктейли с алкоголем традиционно присутствуют в меню большинства кафе наряду с разными видами кофе. К наиболее известным и популярным из них можно отнести ирландский кофе (кофе с виски), кофе по-швейцарски (кофе с ликёрами «Крем де Какао» и «Пепперминт»), кофе «Амаретто» (с одноимённым ликёром) и венский коктейль (кофе с самбукой и цедрой).

## Ингредиенты
Для приготовления кофейных коктейлей чаще всего используется кофе, приготовленный в эспрессо-машине. Растворимый кофе почти не используется, так как не обладает необходимыми вкусовыми качествами.
В качестве дополнительных ингредиентов в коктейлях используется молоко, сливки, ликеры (в том числе алкогольные), яичный желток (например, кофе с яйцом), шоколад, карамель и т. д.